# Paul Robain
Paul Robain, né le 3 avril 1875 à Poitiers et mort le 20 décembre 1950 à Paris, est un avocat poitevin catholique et militant de l'Action française.

## Biographie

### Débuts d'avocat
Il naît à Poitiers le 3 avril 1875. S'étant lancé dans des études de droit, il parvient à être reçu docteur dans cette matière. Il s’inscrit ensuite comme avocat au barreau de Poitiers.
En 1902, Paul Robain, Marie de Roux et trois autres étudiants royalistes fondent à Poitiers le premier groupe d'études d'Action française, puis la première section de l'Action française.
La perméabilité du milieu juridique aux thèses de Charles Maurras peut s'expliquer par les violentes purges que la république nouvellement installée a fait subir aux juristes : épuration des procureurs catholiques en 1879, démissions massives lors de l'exil des congrégations en 1880 et enfin « l'épuration du siècle » via la réforme de la magistrature de 1883.

### Engagement dans l'Action française
Malgré un début de carrière prometteur, il abandonne la profession d'avocat pour se lancer dans le militantisme politique : en 1905, il se présente dans les locaux de la Revue d'Action française de la rue du Bac et devient un collaborateur de cet organe de presse du mouvement politique de même nom.
Rapidement chargé du service de conférences de l'Action française, il sillonne la France jusqu'à la Première Guerre mondiale, multipliant les réunions publiques, les débats contradictoires et les articles dans la Revue d'Action française puis dans le quotidien qui lui succède en 1908, L'Action française. Il fait d'ailleurs partie des signataires de l'article de tête du premier numéro de L'Action française, aux côtés notamment de Charles Maurras, Léon Daudet, Maurice Pujo et Henri Vaugeois,.
En mai 1911, à l'occasion du cortège annuel de l'Action Française en l'honneur de Jeanne d'Arc, Paul Robain est arrêté par la police, déclenchant un émoi parmi les manifestants. Devant les protestations de la foule, les forces de l'ordre se saisissent également de 24 Camelots du Roi.
En mai 1912, à nouveau lors de la fête de Jeanne d'Arc, il prononce le discours suivant devant les Camelots du roi :

« C’est par la doctrine et par le fait que Jeanne d’Arc a restauré le vieux droit national, proclamé la loi fondamentale du royaume. Contre les prétentions de l’envahisseur, Jeanne d’Arc a proclamé le droit de la légitimité pour tous les siècles. [...]
Au moment où il s’agit de gouverner sérieusement, une démocratie, une République parlementaire ou autre ne peut continuer d’être élective. Elle est obligée d’employer les moyens essentiels d’un gouvernement, celui d’une monarchie. Le socialiste Marcel Sembat en a fait l’aveu.
Tant que la République durera les ministères seront occupés par des républicains. [...]
Il faut donc le fait ; et c’est là encore que vous pouvez rappeler l’histoire de votre héroïne, Camelots du Roi, c’est en souvenir de Jeanne d’Arc que vous vous êtes levés pour la première fois devant Thalamas…
Ainsi se détruit la conspiration du silence faite autour de la propagande royaliste, de ce magnifique mouvement qui impose l’admiration de tous. Qui donc voudrait ralentir un tel mouvement ? La cause royaliste est, aujourd’hui, la doctrine la plus défendue, la plus acclamée. Elle est acceptée par des hommes venus de tous les partis. Elle a groupé l’armée la plus vigoureuse, la plus jeune, la plus nombreuse…
Qu’au prochain mois de mai Jeanne d’Arc soit canonisée, et par son miracle renouvelé, le Roi restauré… »

En mars 1914, il critique l'impuissance de Raymond Poincaré, nouvellement élu Président de la République et en qui une partie de la droite française avait placé ses espoirs :

« L’expérience Poincaré a fait faillite, puisque c’est avec cet homme, l’élu des partis d’ordre, que nous avons vu l’effrayant spectacle auquel nous assistons depuis six mois.
Qui donc empêche M. Poincaré de mettre un peu de propreté dans le pays ? Le système républicain et lui seul, et c’est pour nous une raison de plus de crier, avec toute l’énergie dont nous sommes capables : « A bas la République ! » et « Vive le Roi ! ». »

### Première Guerre mondiale
Lors de la mobilisation française de 1914, Paul Robain est part pour le front comme sergent au 67e régiment d'infanterie territoriale. Il y est nommé adjudant, puis sous-lieutenant. Lors de la dissolution de son régiment, il est affecté à l’état-major de la 7e armée et c’est en cette qualité qu’il pénètre dans Mulhouse après l’armistice.

### Dirigeant de l'Action française

#### Trésorier de la commission de propagande
Une fois la guerre terminée, Paul Robain reprend ses tournées de conférences.
En 1920, Charles Maurras lui confie la responsabilité de trésorier de la Commission de propagande de l'Action française. Chargé de réunir des fonds pour financer la diffusion des idées du mouvement, il imagine le principe des six sous par jour que doivent réunir les sections du mouvement.
En juillet 1926, il est l'un des orateurs de la grande manifestation royaliste au Mont des Alouettes en Vendée. Devant plus de 60 000 personnes, il fait acclamer le duc de Guise Jean d'Orléans, prétendant orléaniste au trône de France. En février 1930, il accepte les fonctions de secrétaire général de l'Action française. 

#### Contestation de la condamnation papale
En 1926, à la suite de l'attaque du cardinal Andrieu qui accuse l'Action française de renier Dieu et ouvre la voie à la condamnation du mouvement par le Pape, Paul Robain, Marie de Roux et Georges Calzant s'efforcent de montrer que le nationalisme intégral ne professe « ni athéisme, ni antichristianisme, ni amoralisme, mais au contraire [...] la plus grande déférence envers l'Église, ses dogmes, sa hiérarchie ».
Paul Robain souligne ensuite la sincérité et la bonne volonté des catholiques d'Action française et soumet leurs griefs, non pas aux tribunaux séculiers, mais à la juridiction de l'Église. Dans son discours de mars 1928, il précise a posteriori :

« Lorsqu'un fidèle a à se plaindre d'un Cardinal, c'est au Pape que ce fidèle doit porter sa plainte, et le Pape, saisi de la plainte du fidèle, constitue un tribunal ou désigne un tribunal déjà constitué qui le jugera. »

En avril 1927, les juristes de l'Action française, et parmi eux Paul Robain, établissent « une plainte dans la forme régulière » dirigée contre les accusations du cardinal Andrieu.

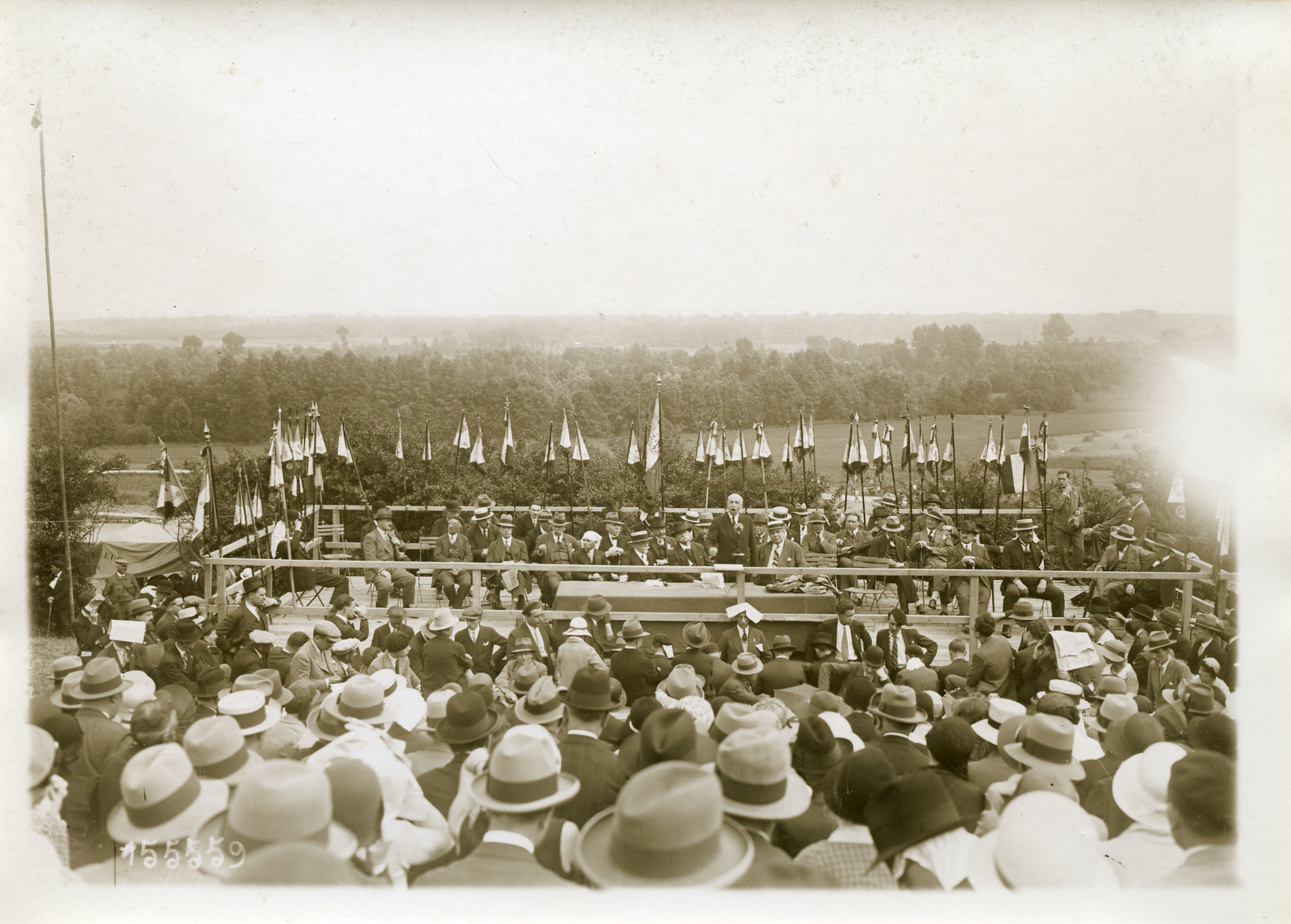
Discours de Paul Robain lors du meeting en plein air du mont Renaud le 21 juin 1931 aux côtés de Léon Daudet, Antoine Schwerer et Georges Gaudy.

Mais cette plainte reste sans effet, comme Paul Robain le déplore dans son discours de mars 1928 :

« Voilà des catholiques qui sont attaqués devant l'univers entier, dans leur honneur de catholiques, qui protestent, qui se plaignent, qui demandent justice dans la forme régulière, et il y a des puissances assez fortes pour faire que cette plainte n'arrive pas au Saint-Père ! [...] Comme la vérité aurait éclaté, on a préféré recourir au déni de justice le plus dur que l'on puisse imaginer, parce qu'il vient de l'autorité la plus indiscutable, la plus vénérable, la plus auguste »

En 1929, il fait amende honorable et signe, avec les autres dirigeants d'Action française, la lettre de soumission du 19 juin qui permet la levée de l'Index.  

#### Fin de vie
Propriétaire du Château de Fougeret dans la Vienne, il y organise des bals et des réceptions pour les milieux royalistes et catholiques de la haute bourgeoisie et noblesse de France.
Il décède le 20 décembre 1950 dans le 16e arrondissement de Paris, âgé de 75 ans.

## Œuvres
- L'assistance judiciaire au barreau, Ordre des avocats de Poitiers, 1899 ;
- Des vices du consentement dans les donations entre vifs et les testaments, Faculté de droit et des sciences sociales de l'Université de Poitiers, Poitiers, 1902, 156 p. ;
- La guerre des Balkans, ses enseignements politiques, Argus soissonnais, Soissons, 1913 ;
- Discours prononcé par Me Paul Robain au Congrès d'Action française de Montpellier le 18 mars 1928, Montpellier, imprimerie Emmanuel Montane, 1928.